# Cantonul Montmoreau-Saint-Cybard
Cantonul Montmoreau-Saint-Cybard este un canton din arondismentul Angoulême, departamentul Charente, regiunea Poitou-Charentes, Franța.

## Comune
- Aignes-et-Puypéroux
- Bors
- Courgeac
- Deviat
- Juignac
- Montmoreau-Saint-Cybard (reședință)
- Nonac
- Palluaud
- Poullignac
- Saint-Amant-de-Montmoreau
- Saint-Eutrope
- Saint-Laurent-de-Belzagot
- Saint-Martial
- Salles-Lavalette